# شؤون البلاط السلطاني
شؤون البلاط السلطاني، جهاز حكومي عماني كان يتبع ديوان البلاط السلطاني، حين كان الأخير تحت مُسمى «ديوان شؤون البلاط السلطاني»، ثم جرى في عام 2001، فصل الشؤون العامة عن الديوان، وأصبح لكل منهما شخصية اعتبارية لها اختصاصات محددة وتعمل بشكل منفصل عن مهام الأخرى. يرأس شؤون البلاط السلطاني نصر بن حمود الكندي، حيث يشغل منصب الأمين العام برتبة وزير.